# Hotel Grand Pacific
El Hotel Grand Pacific  (en inglés: Grand Pacific Hotel) está situado en el principal paseo marítimo de Victoria Parade en Suva, Fiyi. Fue construido por la Compañía de Vapores de la Unión en 1914 para servir a las necesidades de los pasajeros en sus rutas transpacíficas. El diseño del hotel era para hacer que los pasajeros pensaran que nunca se habían llegado a tierra, los cuartos en el GPH eran como los camarotes de primera clase, con baños de agua salada y accesorios de plomería idénticos a los de un trasatlántico. 
Ha sido un lugar popular para quedarse para personajes famosos como Sir Charles Kingsford Smith, Somerset Maugham, James A Michener y la reina Isabel II del Reino Unido.